# The Willy Wonka Candy Company
The Willy Wonka Candy Company es una marca británica de dulces que empezó como propiedad de la corporación suiza Nestlé sociedad anónima. La marca de Willy Wonka y los dulces fueron licenciados por Roald Dahl, quien creó la novela clásica para niños Charlie y la fábrica de chocolate, donde las adaptaciones para cine fueron el impulso de la mercadotecnia para llevar la marca Wonka a la realidad. La marca fue lanzada en 1971, en coincidencia con el primer lanzamiento de la adaptación cinematográfica.
En el año 1988, se adquirió la marca -en ese entonces propiedad de Sunmark- por la empresa Nestle, que a la fecha se encarga de vender dulces y chocolates bajo la marca de Willy Wonka en varios países como Estados Unidos, Canadá, Reino Unido, República de Irlanda, Australia, Nueva Zelanda, Japón, Sudáfrica, México, Colombia, Brasil, Panamá y otras partes de América Latina a pesar de ser de gran popularidad no se han expandido hacia el continente Europeo.

## Historia
En 1964, apareció por primera vez publicado el libro "Charlie y la fábrica de chocolate", escrito por el autor británico Roald Dahl. Esta historia es un clásico de la literatura juvenil que capta la atención de niños y adolescentes. La historia trata de un niño muy pobre, Charlie Bucket, que gana un concurso para visitar la fábrica de chocolates y caramelos del excéntrico Willy Wonka. La fábrica resulta ser un lugar de ensueño lleno de los dulces más apetecibles que uno pueda imaginar, cuando el libro se adaptó por primera vez al cine en 1971, se registró la marca “The Willy Wonka Candy Company”.
La propiedad 'Wonka' tenía licencia para el director de cine Mel Stuart. Stuart mostró el libro de Wolper, que estaba comprometida en conversaciones con el Quaker Oats Company. Wolper convenció a Quaker Oats Company en firmar un acuerdo por $ 3 millones para financiar la versión cinematográfica a cambio de la barra de caramelo. [3] Quaker, que no tenía experiencia previa en la industria del cine, compró los derechos y financió la imagen con el fin de promover su nuevo Wonka Bar. El título de Dahl Charlie y la fábrica de chocolate fue renombrado a Willy Wonka y la fábrica de chocolate para fines de promoción.
La nueva marca fue producida en Illinois, en Breaker Confections con sede en Chicago (que luego fue propiedad de Sunmark Co., una subsidiaria de Quaker). Las barras originales Wonka nunca vieron estantes de las tiendas debido a los problemas de producción de la fábrica antes del estreno de la película. En cualquier caso, posteriores los lanzamientos de productos Wonka tuvieron mucho éxito. Breaker Confections cambió su nombre de Willy Wonka Brands en 1980 en un intento de desarrollar su imagen de marca Wonka. La fábrica de dulces Willy Wonka abrió sus puertas en 1983, donde salieron al mercado dulces como Loompaksoompah y Gobstoppers que son solo caramelos.
En 1988, Nestlé Inc., adquirió la fábrica Quaker, junto con la empresa matriz Sunmark, y empezó a incluir dulces clásicos relacionados con los libros y las películas de Willy Wonka, así fue como se convirtió en proveedor de la línea de los productos y siguió creando confituras con el espíritu e imaginación de Wonka. En 1993 se cambió el nombre de Willy Wonka Brands a Willy Wonka Candy Company.
En 2018 Wonka fue adquirida por Ferrero SpA.

## Datos
Según estudios realizados en el año del 2012, las industrias Willy Wonka tuvieron unas ventas a nivel mundial de $92.18 mil millones, un beneficio de exportación de $14.44 mil millones con un capital social de $60.62 mil millones.
La misión de los dulces Willy Wonka es que se dedica al arte de producir dulces divertidos, innovadores y de alta calidad para los amantes de las golosinas de todas las edades. Las tiendas Wonka son consideradas la tienda de dulces más grande del mundo, con más de 5 mil variedad de productos puestos a la venta.

## Productos
- Barra Wonka (que se encuentra en Reino Unido, Australia y Nueva Zelanda)
- Cápsulas de botella
- Nerds (1983-)
- Nerds Cuerda (2000-)
- Pixy Stix
- Gobstopper Everlasting
- Diversión Dip
- Laffy Taffy
- Wonka Gummies
- Shockers
- Spree
- Sweetarts
- Runts
- Kazoozles
- Mixups
- Randoms (Rowntree's Randoms en el Reino Unido, fabricado y vendido en los Estados Unidos bajo la marca Wonka)